# Allison Tolman

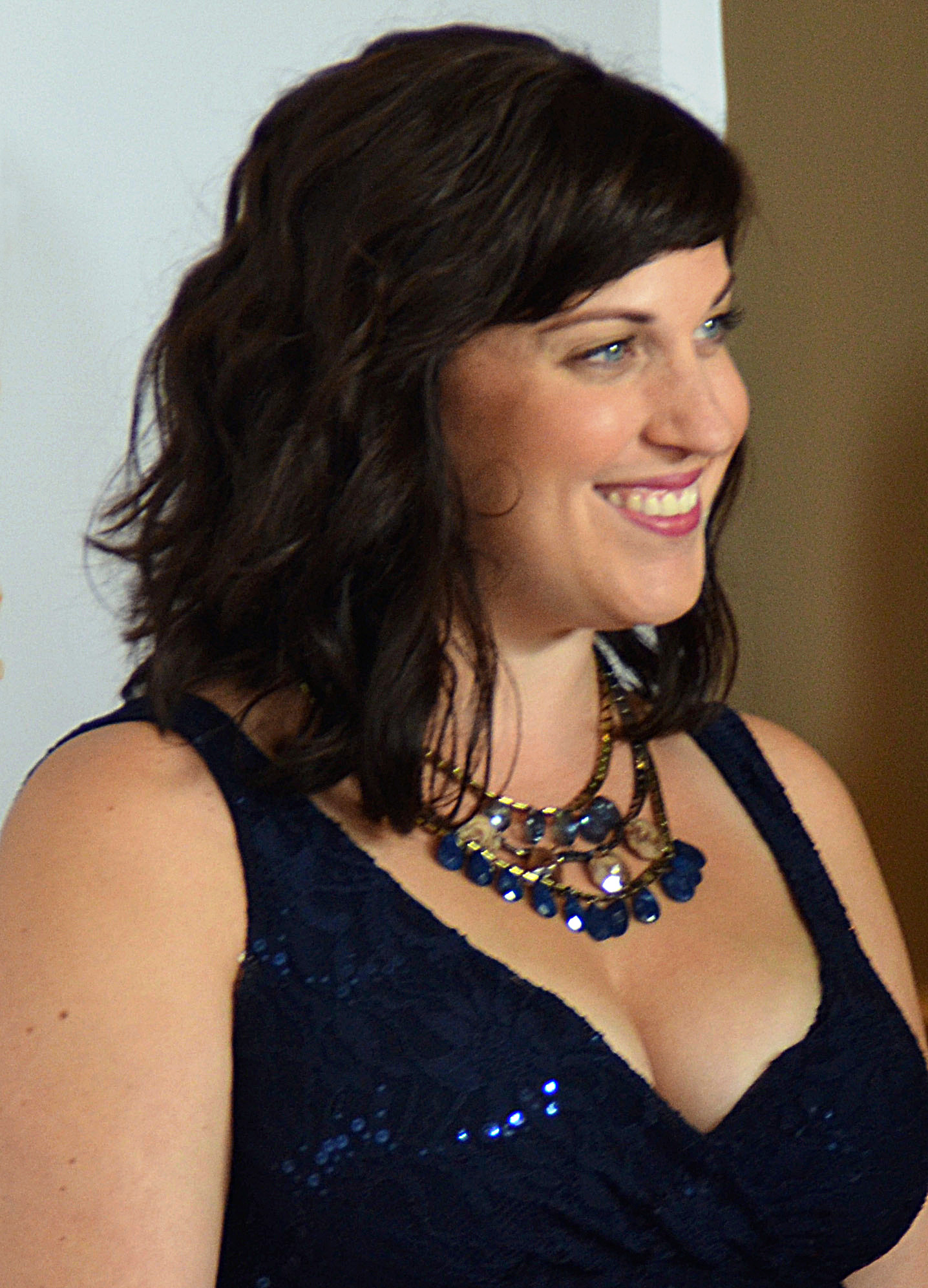
Allison Tolman (2014)

Allison Cara Tolman (* 18. November 1981 in Houston) ist eine US-amerikanische Schauspielerin. Bekanntheit erlangte sie mit der Hauptrolle in der ersten Staffel der Fernsehserie Fargo.

## Leben und Karriere
Tolman begann im Alter von acht Jahren am Ford Bend Theatre in Sugar Land, Texas Schauspielunterricht zu nehmen. Sie studierte an der Baylor University in Waco Theatrical Performance. Nach Abschluss ihres Studiums 2004 zog Tolman nach Dallas, wo sie sich dem Theaterensemble Second Thought Theatre anschloss. 2006 übernahm Tolman ihre erste Fernsehrolle als Krankenschwester in der zweiten Staffel von Prison Break, 2008 folgte eine Nebenrolle in Sordid Lives: Die Serie und 2009 der Kurzfilm A Thousand Cocktails Later.
2014 war Tolman als Polizistin Molly Solverson in der FX-Serie Fargo zu sehen. Für diese Rolle gewann sie 2014 Critics’ Choice Television Award und wurde für einen Emmy nominiert. Es folgten Gastauftritte in diversen Serien, darunter The Mindy Project, Hello Ladies und Archer.
Tolman lebt in Chicago.

## Filmografie (Auswahl)
- 2006: Prison Break (Fernsehserie, Folge 2x03)
- 2008: Sordid Lives: Die Serie (Sordid Lives: The Series, Fernsehserie, 4 Folgen)
- 2009: A Thousand Cocktails Later (Kurzfilm)
- 2014–2015: Fargo (Fernsehserie, 11 Folgen)
- 2015: The Gift
- 2015: Krampus
- 2016: Mad Dogs (Fernsehserie, 3 Folgen)
- 2017: Downward Dog (Fernsehserie, 8 Folgen)
- 2017: Casino Undercover (The House)
- 2017: Killing Gunther
- 2018: The Sisters Brothers
- 2018: Brooklyn Nine-Nine (Fernsehserie, zwei Folgen)
- 2018–2019: Good Girls (Fernsehserie, 10 Folgen)
- 2019–2020: Emergence (Fernsehserie)
- 2020: The Last Shift
- 2021: Why Women Kill (Fernsehserie, 10 Folgen)
- 2022: Minx (Fernsehserie, Folge 1x10)
- 2022: Gaslit (Fernsehserie, 6 Folgen)
- seit 2024: St. Denis Medical (Fernsehserie)

## Auszeichnungen und Nominierungen
Critics’ Choice Television Award
- 2014: Auszeichnung als beste Nebendarstellerin in einem Fernsehfilm oder einer Miniserie für Fargo

Emmy
- Primetime-Emmy-Verleihung 2014: Nominierung als beste Nebendarstellerin in einer Miniserie oder einem Fernsehfilm für Fargo